# Христо Репавцов
Христо Иванов Репавцов (Репацев) е български революционер, деец на Вътрешната македоно-одринска революционна организация.

## Биография
Репавцов е роден на 15 март 1864 година в костурското село Смърдеш, тогава в Османската империя, днес в Гърция. Работи като строител и обикаля на гурбет Гърция и Анадола. В началото на 1903 година Наум Митрушев, член на ръководството на смърдешкия революционен комитет, натоварен с мисия да организира гурбетчиите, пристига в Балъкесир, където работи Репавцов заедно със свои съселяни и ги организира за връщане в родината. На 28 март 1903 година в Смърдеш четите на Борис Сарафов и Иван Попов са обградени. На помощ им идват селските чети от Въмбел и от Връбник и Репавцов участва в освобождаването на четата. Участва в Илинденско-Преображенското въстание през лятото на 1903 година с отряда на Васил Чекаларов, като взима участие в сраженията при Тиза, в сражението при Билища и Капещица, в големия бой при Локвата в Смърдешката планина, в сражението при Одрето и превземането на Невеска.
След въстанието емигрира в Свободна България и се установява като строител в Елисейна. Същевременно участва активно в дейността на Македонските братства. При избухването на Балканската война в 1912 година е доброволец в Македоно-одринското опълчение и служи в 1-а рота на 6-а охридска дружина. Участва в сраженията при Елкенджи, Фере, Дедеагач, Шаркьой и Парадли. Участва и в Междусъюзническата война.
След войните се прибира в Свободна България. 16 години е касиер на Илинденското дружество в Елисейна. По-късно се установява в Пловдив.
Умира на 31 юли 1941 година в Пловдив.
На 16 март 1943 година, като жителка на Пловдив, съпругата му Елена, родена в Смърдеш, подава молба за българска народна пенсия, която е одобрена и пенсията е отпусната от Министерския съвет на Царство България.
Негов син е революционерът и емигрантски деец Иван Репацев.